# Fernmelderegiment 1

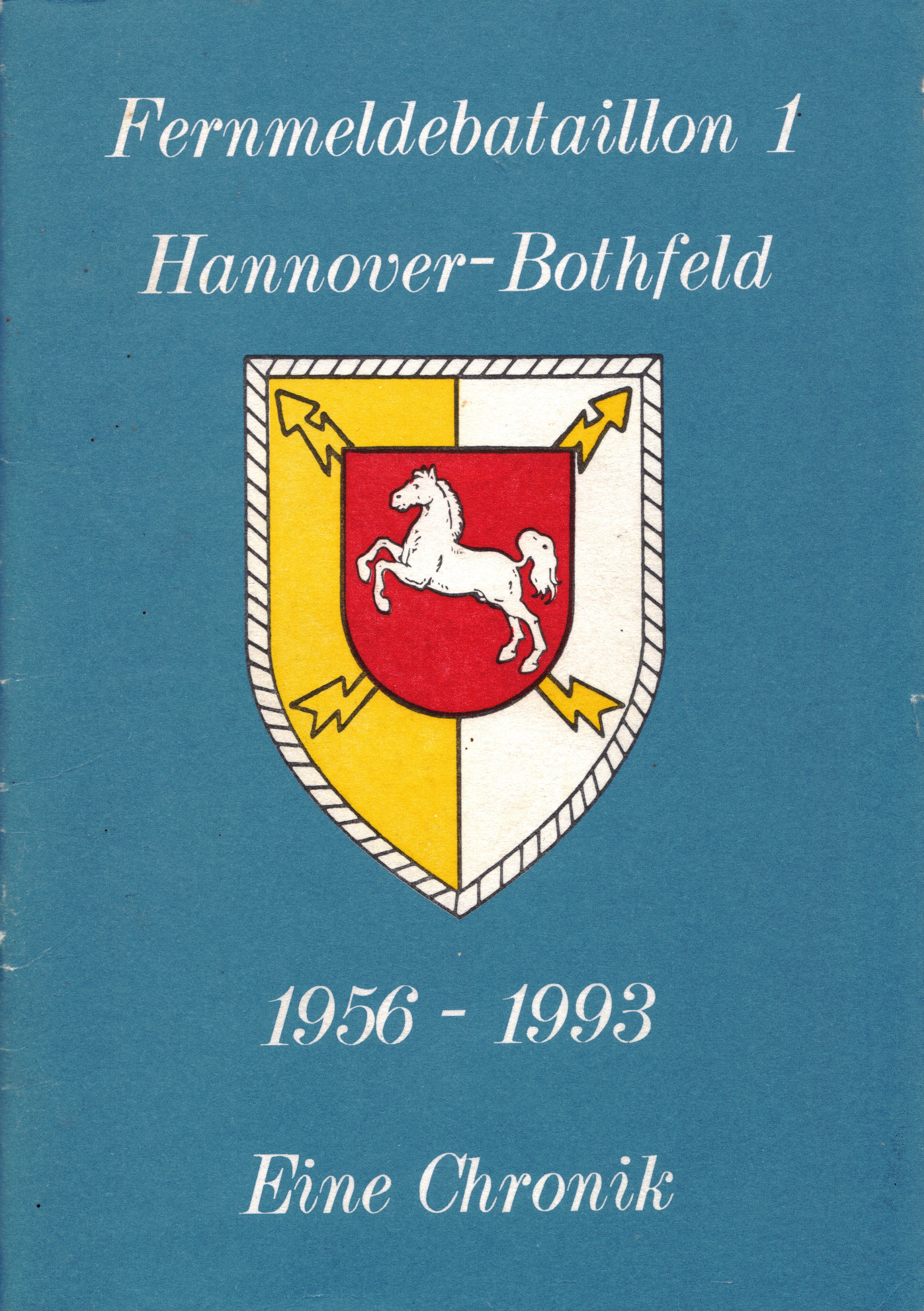
Titelseite der Bataillonschronik von 1993

Das Fernmelderegiment 1 (Fernmeldebataillon 1; Stabs- und Fernmeldebataillon 1) war von 1956 bis 2015 ein Verband der Fernmeldetruppe des Heeres der Bundeswehr. Es war der 1. Panzerdivision unterstellt und gehörte zu den Eingreifkräften des Heeres. Seit der Umgliederung vom Bataillon zum Regiment 2006 war es das einzige Fernmelderegiment des Heeres. Bis 1994 war der Verband in Hannover stationiert, danach in der heutigen von-Düring-Kaserne in Rotenburg (Wümme).

## Auftrag
Das Regiment war als Teil der Fernmeldetruppe der Bundeswehr für die Einrichtung und den Betrieb der Fernmeldeverbindungen für bis zu zwei Basisgefechtsstände der Division sowie einen vorgeschobenen Gefechtsstand und ihre Verbindung untereinander sowie mit den unterstellten Truppenteilen verantwortlich. Hierbei kamen verschiedene Führungsmittel für die Sprach- und Datenübertragung (feste Fernmeldenetze, Fernmeldesystem Heer AUTOKO 90 / BIGSTAF, HF-Funk, VHF-Funk) zum Einsatz. Im Frieden plante und führte das Regiment Fernmeldeübungen im Divisionsverbund federführend durch und stellte so die einheitliche Fernmeldeausbildung der Brigaden und Divisionstruppen sicher. Das Regiment führte die Grundausbildung für das Fernmelderegiment 1, die Stabskompanie der 1. Panzerdivision sowie auch für die Divisionstruppen der 1. Panzerdivision durch.

## Gliederung
Das Regiment gliederte sich zuletzt in:
- Stabs- und Versorgungskompanie
- 2. Kompanie: Gefechtsstandkompanie
- 3. Kompanie: Gefechtsstandkompanie
- 4. Kompanie: gemischte Fernmeldekompanie
- 5. Kompanie: gemischte Fernmeldekompanie
- 6. Kompanie: gemischte Fernmeldekompanie
- 7. Kompanie: gemischte Fernmeldekompanie
- 8. Kompanie: Ausbildungskompanie zur Durchführung der Grundausbildung

## Wappen
Das Wappen zeigt einen mit silberner Kordel umrahmten, gelb und weiß gespaltenen Schild, in dessen Mitte das Niedersachsenross mit rotem Hintergrund abgebildet ist. Dieser rote Schild wird im Hintergrund von zwei Blitzen diagonal gekreuzt, welche die Fernmeldetruppe symbolisieren. Dieses Verbandsabzeichen ist mit dem der 1. Panzerdivision, dem übergeordneten Verband des Fernmelderegimentes, mit Ausnahme der beiden Blitze identisch.

## Geschichte
Am 1. Juli 1956 wurde das Fernmeldebataillon 1 als Verband der 1. Grenadierdivision (der späteren 1. Panzerdivision) in der Prinz-Albrecht-Kaserne in Hannover-Bothfeld in Dienst gestellt. Zum 1. Juli 1994 wurde es zum Stabs- und Fernmeldebataillon 1 umgegliedert und umbenannt (dem Führungsunterstützungsregiment 20 in Hannover unterstellt) sowie in die nach Helmut Lent benannte Kaserne nach Rotenburg (Wümme) verlegt. Das neue Bataillon wurde mit Personal aus dem aufgelösten Fernmeldebataillon 11 (Oldenburg) und dem Fernmelderegiment 120 Rotenburg (Wümme) verstärkt. Zum 1. Juli 2003 erfolgte eine erneute Umstrukturierung zum Fernmeldebataillon 1 und zum 1. Juli 2006 zum Fernmelderegiment 1. Zuletzt war das Regiment der 1. Panzerdivision unmittelbar als Divisionstruppenteil unterstellt. Das Fernmelderegiment 1 war an zahlreichen Katastropheneinsätzen sowie Auslandseinsätzen der Bundeswehr beteiligt. Am 26. Juni 2015 fand die faktische Außerdienststellungs im Rahmen eines Appells statt. Mit Ablauf des 31. Dezember 2015 wurde das Regiment offiziell aufgelöst. Personal und Material wurden zum Teil für das am 1. Juli 2015 offiziell aufgestellte Jägerbataillon 91 am gleichen Standort herangezogen. Insofern trat dieses Bataillon die Nachfolge des aufgelösten Regiments an.

## Kommandeure
Folgende Kommandeure führen den Verband:
1. Oberstleutnant Friedrich Beußel, 1. Juli 1956 – 15. Oktober 1958
2. Oberstleutnant Herbert Hauk, 16. Oktober 1958 – 30. September 1960
3. Oberstleutnant Friedrich Wiebke, 1. Oktober 1960 – 15. Oktober 1963
4. Oberstleutnant Dieter Hommer, 16. Oktober 1963 – 1. April 1966
5. Oberstleutnant Augustin Pech, 1. April 1966 – 17. November 1968
6. Oberstleutnant Heinz Laue, 18. November 1968 – 16. März 1972
7. Oberstleutnant Werner Waschek, 17. März 1972 – 30. September 1974
8. Oberstleutnant Günter Peters, 1. Oktober 1974 – 9. März 1978
9. Oberstleutnant Heinrich Boer, 10. März 1978 – 2. Oktober 1979
10. Oberstleutnant Hans-Jürgen Siegel, 3. Oktober 1979 – 1. Oktober 1982
11. Oberstleutnant Siegfried Becker, 4. Oktober 1982 – 23. März 1987
12. Oberstleutnant Peter Kilian, 23. März 1987 – 7. Dezember 1990
13. Oberstleutnant Jürgen Holz, 7. Dezember 1990 – 22. September 1993
14. Oberstleutnant Klaus-Ferdinand Veit, 1. Oktober 1993 – 26. Juni 1995
15. Oberstleutnant Christian Hartrott, 26. Juni 1995 – 8. Juli 1998
16. Oberstleutnant Detlef Eichinger, 8. Juli 1998 – 1. Oktober 2001
17. Oberstleutnant Jörg Rütten, 1. Oktober 2001 – 19. September 2003
18. Oberstleutnant Frank Leonhardt, 20. September 2003 – 1. Juli 2005
19. Oberstleutnant Jürgen Nehring, 1. Juli 2005 – 31. März 2008
20. Oberstleutnant Eric Stangl, 31. März 2008 – 23. März 2010
21. Oberstleutnant Peter Hillermann, 23. März 2010 – 30. April 2012
22. Oberstleutnant Stefan Hartmann, 1. Mai 2012 – 30. September 2014
23. Oberstleutnant Heinz Schweda, 1. Oktober 2014 – 31. Dezember 2015